# De drie vogeltjes
De drie vogeltjes is een sprookje uit Kinder- und Hausmärchen, de verzameling van de gebroeders Grimm, met als nummer KHM96. De oorspronkelijke naam is De drei Vügelkens.

## Het verhaal
Duizend en meer jaren geleden waren er hier allemaal kleine koninkjes en één daarvan woonde op de Keuterberg. Als hij op jacht gaat met zijn mannen, ziet hij aan de voet van de berg drie meisjes met hun koeien. De drie zusjes willen de koning en zijn ministers en ze trouwen. Maar de twee zusters kunnen geen kinderen krijgen. Als de koning op reis is, bevalt de koningin van een jongetje met een vuurrode ster. De twee zusters gooien het mooie jongetje in de rivier de Wezer en er vliegt een vogeltje op en zingt: "ten dode bereid totdat na een tijd de lelie het wint, ben jij dat, mooi kind?". De meisjes schrikken en vertellen de koning dat de koningin bevallen is van een hond.
Een visser vindt het jongetje in de rivier en voedt het met zijn vrouw op, ze hebben zelf geen kinderen. Na een jaar gaat de koning weer op reis en de koningin bevalt van haar tweede kind, opnieuw een jongetje. De zusjes gooien ook dit kind in het water en er vliegt een vogel op die hetzelfde liedje zingt. Ook dit kind wordt door de visser opgevoed. De koningin bevalt van een meisje en ook dit kind wordt in de rivier gegooid, waarna een vogel opvliegt en het liedje zingt. De koning laat zijn vrouw nu in de gevangenis smijten, waar ze veel jaren doorbrengt.
De kinderen zijn groot geworden en de andere kinderen willen niet met de vondelingen spelen. De visser vertelt de oudste het verhaal en deze wil zijn vader zoeken. Hij komt bij een machtig water waar een vrouw staat te vissen en hij begint te spreken met haar. Hij zegt dat ze wel lang moet vissen om een vis te vangen, waarna ze zegt dat hij wel lang zal moeten zoeken voordat hij zijn vader vindt. Ze brengt hem op haar rug over het water en na een tijd gaat ook de tweede broer op zoek naar zijn vader. Ook hij komt bij het water en de vrouw neemt hem op haar rug. Het zusje gaat na een jaar ook op zoek en wenst de vrouw Gods hulp bij het vissen.
De vrouw draagt haar over het water en geeft haar een stok en geeft haar raad. Als ze een zwarte hond ziet, moet ze dit dier rustig en moedig voorbijlopen zonder te lachen en zonder naar het dier te kijken. Bij een kasteel moet ze de stok op de drempel laten vallen en door het kasteel lopen naar een oude put waar een boom uit groeit. Er hangt een kooi met een vogel erin en die moet ze pakken. Ze moet een glas water uit de put halen en met de vogelkooi en het glas terugkeren. Ze moet de stok weer pakken en de hond hier mee slaan, waarna ze terug moet keren naar de vrouw. Op de terugweg vindt ze haar broers en ze lopen samen langs de zwarte hond, die na een klap verandert in een mooie prins. Ze gaan naar de oude vrouw en ze worden over het water gedragen.
De vrouw is nu verlost en gaat ook weg, waarna de anderen naar de oude visser gaan en de vogel aan de muur hangen. De tweede zoon heeft nog geen rust en gaat op jacht, hij speelt op zijn fluit en de koning hoort dit en raakt met de jongen in gesprek. Hij komt erachter dat hij een vondeling is en door een visser is opgevoed. De koning gaat mee en het vogeltje begint te zingen over de moeder die alleen in de kerker is opgesloten. De vogel, de visser en de drie kinderen worden meegenomen naar het paleis. De moeder wordt vrijgelaten, maar ze is na al die tijd erg zwak en ziek. Het dochtertje geeft haar water uit de put, waarna ze weer gezond wordt. De dochter trouwt met de prins en de slechte zusters van de koningin worden verbrand.

## Achtergronden
- Het sprookje komt uit Westfalen, het werd verteld door een schaapherder op de Köterberg en werd in dialect opgetekend.
- De koningin wier kinderen gestolen worden, komt ook voor in Het kind van Maria (KHM3) en De zes zwanen (KHM49).
- De rol van de visser herinnert aan de Parsival-sage en aan de uitspraak van Jezus (ik zal maken dat gij vissers van mensen wordt – Marcus 1:17).
- De rode of gouden ster op het voorhoofd is een teken van hoge afkomst.
- De vogel die opstijgt is volgens de gebroeders Grimm een ziel van een kind, zie ook Van de wachtelboom (KHM47).
- De dodenvogel met zijn lied komt vaak voor, bijvoorbeeld in De roversbruidegom (KHM40) en de duif in Hans en Grietje (KHM15). Zie ook De zingende springende leeuwerik (KHM88) en Sprookje van de slang (KHM105).
- Het meisje dat het levenswater haalt, komt ook voor in Het water des levens (KHM97).
- De behulpzame oude vrouw komt in vele sprookjes voor, bijvoorbeeld in De duivel met de drie gouden haren (KHM29), De roverbruidegom (KHM40), De zoete pap (KHM103), De groente-ezel (KHM122), De duivel en zijn grootmoeder (KHM125), De stukgedanste schoentjes (KHM133), De ganzenhoedster aan de bron (KHM179), De waternimf in de vijver (KHM181), De ware bruid (KHM186), Het klosje, de schietspoel en de naald (KHM188) en De laars van buffelleer (KHM199).
- Vergelijk De geduldsteen.
- In De draak met de zeven koppen spelen drie vogeltjes een grote rol.
- De grote zwarte hond is een hellehond.